# Ас, Женевьева
Женевье́ва Ас (фр. Geneviève Asse; 24 января 1923, Ванн, Морбиан — 11 августа 2021) — французская художница.

## Биография
Родилась и выросла в Бретани, в доме бабушки. В 1932 году переехала в Париж к матери, работавшей в издательстве. В 1937 году открыла для себя Соню и Робера Делоне. В 1940 году поступила в Национальную школу декоративных искусств, начала выставляться. В годы Второй мировой войны добровольцем помогала эвакуировать узников концлагеря Терезин, удостоена Военного Креста.
После войны познакомилась с Беккетом, C. Поляковым, Шаршуном, Никола де Сталем, Брамом ван Вельде, Базеном. Первая персональная выставка состоялась в 1954 году в Париже, в 1968 году ретроспектива её работ была представлена в Реймсе, в дальнейшем подобные выставки проходили в Рене, Марселе, Гренобле, Кемпере, Женеве, Нёвшателе, Париже, Милане, Осло, Бергамо, Каракасе и др.
Художница путешествовала по Италии, Каталонии, Португалии, Великобритании (в Лондоне открыла для себя Тёрнера). В 1988 году большая ретроспективная выставка Женевьевы Асс была устроена в Центре Помпиду. С 1987 года художница в основном жила в своём доме в Бретани (Иль-о-Муан). Занималась живописью, графикой, керамикой, витражным и гобеленным искусством.
В 2013 году стала кавалером Большого креста ордена Почётного легиона. Умерла 11 августа 2021 года.

## Творчество
Живопись и графика Ас близки к абстракционизму, но — так же, например, как работы Полякова — не полностью порывают с фигуративностью. Вместе с тем занимающие Ас проблемы пространства, света, мотив вертикали и линии горизонта, её настойчивое возвращение к белому и голубому цвету несомненно связаны с картинами её детства на бретонском взморье. Ей близки Шарден, Тёрнер, Моранди. Ас работала над книгами Борхеса, Беккета, Понжа, Бонфуа, Андре дю Буше, Мишеля Бютора и других писателей.